# Haley Joel Osment
Haley Joel Osment (Los Angeles, Califòrnia, 10 d'abril de 1988) és un actor estatunidenc nominat als premis Oscar per la seua actuació en el film El sisè sentit (1999), el qual el va llançar a la fama com un dels principals actors de la seua edat.

## Biografia
Fill d'Eugene Osment i Theresa Seifert i germà de l'actriu Emily Osment, Haley va començar a actuar a l'edat de quatre anys quan es va presentar a un càsting de Pizza Hut per a un spot publicitari en un centre comercial. Aquest anunci llançà la seua carrera, i aqueix any aconseguí el seu primer rol en televisió.
Àdhuc sent molt menut, feu el paper del fill de Forrest Gump, el nom del qual també era Forrest Gump, en la pel·lícula de l'any 1994 del mateix nom. Obtingué papers en nombroses sèries de televisió, incloent Walker, Texas Ranger (interpretant a un xiquet que agonitzava de SIDA), Murphy Brown i The Jeff Foxworthy Show.

## Vida en la pantalla gran

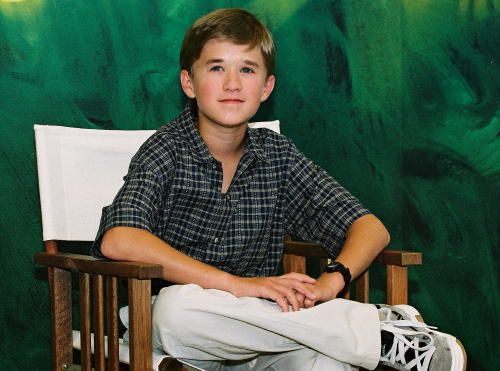
Osment el 2001

No obstant això, no va anar fins a 1999 que Osment arribà l'estrellat amb el seu rol en la coneguda pel·lícula El sisè sentit que va co-protagonitzar amb Bruce Willis. Aquest paper el feu mereixedor del Premi Saturn i una nominació a l'Oscar al millor actor secundari, el qual finalment fou per a Michael Caine (amb qui més endavant Haley protagonitzaria Secondhand Lions).
Més tard, Haley va aparèixer en Cadena de favors (2000), i finalment en Intel·ligència Artificial de Steven Spielberg, pel·lícula que ho posicionà indiscutiblement com un dels principals actors joves de Hollywood. Aquest paper li va valdre un altre Premi Saturn.
Des de llavors, ha tornat a aparèixer en les pantalles protagonitzant Secondhand Lions i actualment es prepara per a l'estrena de Home of the Giants en 2006. En aquest últim període també ha treballat com a actor de doblatge, brindant la seua veu per a videojocs i sèries de televisió. Interpretà al personatge Sora de la sèrie de videojocs Kingdom Hearts, produït per Disney i Squaresoft.
Una de les línies del diàleg de Haley a El sisè sentit, "Resulta que veig morts" ("I see dead people"), és recurrent en programes de televisió i bromes en els Estats Units i s'ha tornat part de la col·lecció de frases famoses del cinema que Hollywood ha desenvolupat en la seua història.
Haley atribueix el seu èxit com a actor als seus pares, Eugene i Theresa.

## Vida privada
Osment toca la guitarra i el piano. Actualment viu a Nova York i s'ha graduat a la Tisch School of the Arts de la Universitat de Nova York en 2011.
El 2007 fou detingut per conduir ebri i a excés de velocitat. També estigué detingut per possessió de drogues.

## Filmografia
Cinema
- Forrest Gump (1994)
- Un dia de bojos (Mixed Nuts) (1994)
- L'amic invisible (Bogus) (1996)
- The rescue of a large red head (1996)
- For Better or Worse (1996)
- The Lake (1998)
- The Sixth Sense (1999)
- I'll Remember April (1999)
- Pay It Forward (2000)
- Artificial Intelligence: A.I. (2001)
- Fills d'un mateix déu (Edges of the Lord) (2001)
- The Country Bears (2002)
- Secondhand Lions (2003)
- Home of the Giants (2006)
- Truth & Treason (2007)
- Montana Amazon (2008)
- Blackout (2009)
- Montana Amazon (2010)
- Sassy Pants[11] (2012)
- I'll Follow You Down[12] (2013)
- Tusk[13] (2014)
- Sex Ed (2014)
- Wrestling Isn't Wrestling (2015)
- The World Made Straight (2015)
- Entourage (2015)
- Me Him Her (2016)
- Yoga Hosers (2016)
- Almost Friends (2016)
- Izzy Gets the F*ck Across Town (2017)

Televisió
- Walker Texas Ranger (1993) - 2 episodis
- Cab To Canada (1998)
- The Lake (1998)
- Last Stand at Saber River (1997)
- Ransom of Red Chief (1996)
- The Jeff Foxworthy Show (1995)
- Deadly Lessons: The Story of Laurie Kellogg (1994)

Doblatge
- Kingdom Hearts II (2006) (videojocs): Sora
- Kingdom Hearts: Chain of Memories (2004) (videojocs): Sora
- Book of the jungle 2 (2003) (pel·lícula original de Disney Channel): Mowgli
- Kingdom Hearts (2002) (videojocs): Sora
- Haley també ha fet alguns doblatges secundaris en almenys tres episodis de Pare de família.

## Nominacions
- 1999: Oscar al millor actor secundari per El sisè sentit
- 1999: Globus d'Or al millor actor secundari per El sisè sentit
- 1999: Premi del Sindicat d'Actors al millor actor de repartiment per El sisè sentit